# Fred Macbeth
Frederick William „Fred” Macbeth, Jr. (ur. 26 grudnia 1909 w Hamilton, zm. 20 września 1986 w Ottawie) – kanadyjski lekkoatleta, sprinter i płotkarz.
Podczas igrzysk olimpijskich w Amsterdamie (1928) odpadł w ćwierćfinale na 400 metrów.
Na igrzyskach Imperium Brytyjskiego (1930) odpadł w eliminacjach na 220 jardów oraz na 440 jardów przez płotki.

## Rekordy życiowe
- Bieg na 400 metrów – 49,0 (1928)[1][2]